# Ponwar
Ponwar est une race bovine indienne. Elle appartient à la sous-espèce zébuine de Bos taurus. Elle porte aussi le nom de purnea.  

## Origine
La race ponwar provient du district de Pilibhit dans l'état de l'Uttar Pradesh. Elle ne possède pas de registre généalogique racial. Elle est issue du métissage entre du bétail noir venu des montagnes et une population blanche des plaines.

## Morphologie

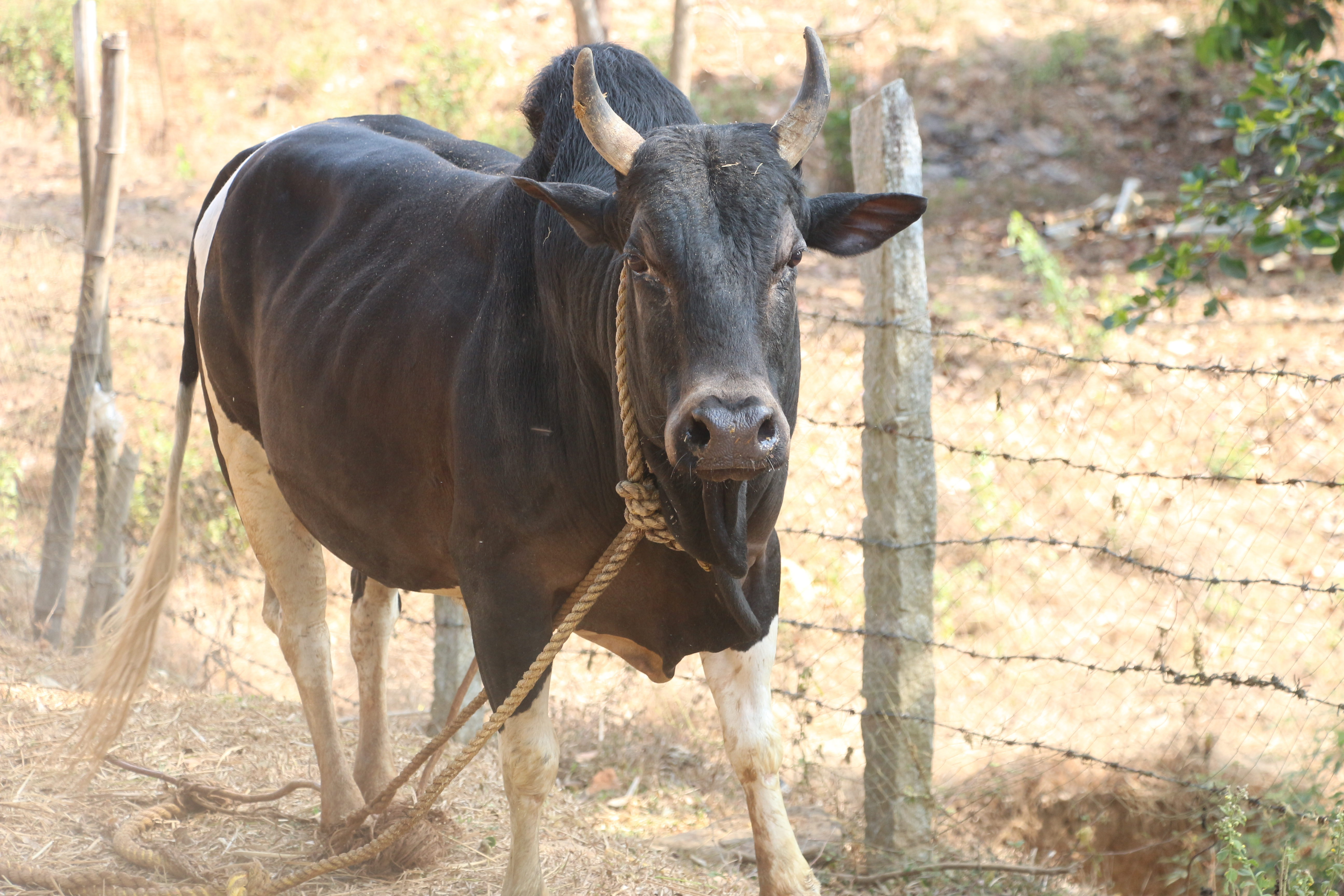
Vache ponwar.

C'est une race de taille moyenne avec une taille de 120-130 cm de haut pour 290-320 kg. Elle porte une robe noire à ventre et pattes blanches. Des taches blanches peuvent se trouver sur le corps et la tête. La tête est compacte, le front est un peu concave et les cornes poussent vers le haut en forme de lyre. Le cou et le tronc sont courts, donnant un animal ramassé.

## Aptitudes
C'est une race essentiellement élevée pour le trait. La vache donne un peu de lait, mais 320 kg sur une lactation de 150 jours ne peut pas être considéré comme une production véritable.
Robuste et rustique, cette race peut travailler 8 heures par jour et tracter une tonne sur la route.

## Sources